# Travis Brooks
Travis Neil Brooks (Mulgrave, 16 juli 1980) is een hockeyer uit Australië. 
Brooks won met de Australische ploeg de gouden medaille tijdens de Olympische Spelen 2004 in Athene door in de finale na verlengingen met 2-1 te winnen van Nederland.
Brooks won in 2005 en 2008 de Champions Trophy. In 2006 won Brooks de gouden medaille op de Gemenebestspelen en verloor het de finale van het wereldkampioenschap van Duitsland. 
In 2008 won Brooks met zijn ploeggenoten tijdens de Olympische Spelen 2008 de kleine finale van Nederland met 6-2 en won daardoor de bronzen medaille.

## Erelijst
- 2004 –  Olympische Spelen in Athene
- 2005 -  Champions Trophy in Chennai
- 2005 -  Oceanisch kampioenschap in Suva
- 2006 -  Gemenebestspelen in Melbourne
- 2006 - 4e Champions Trophy in Terrassa
- 2006 -  Wereldkampioenschap in Mönchengladbach
- 2007 -  Champions Trophy in Kuala Lumpur
- 2008 -  Champions Trophy in Rotterdam
- 2008 –  Olympische Spelen in Peking